# NGC 1148
NGC 1148 è una galassia a spirale intermedia e barrata (?), situata nella costellazione dell'Eridano, a una distanza di circa 240 milioni di anni luce dalla nostra Via Lattea.

## Scoperta
La galassia è stata scoperta il 10 novembre 1885 dall'astronomo statunitense Lewis Swift.

## Descrizione
NGC 1148 ha una classe di luminosità IV e presenta una larga riga a 21 cm dell'idrogeno neutro.
Data la sua luminosità superficiale pari a 15,02, NGC 1148 può essere classificata come una galassia a bassa luminosità superficiale (nella letteratura in lingua inglese abbreviata in LSB, acronimo di Low Surface Brightness). Le galassie LSB sono galassie di tipo diffuso (D) con una luminosità superficiale inferiore di almeno una magnitudine a quella del cielo notturno circostante.